# Корнуцел
Корнуцел (рум. Cornuțel) — село у повіті Караш-Северін в Румунії. Входить до складу комуни Пелтініш.
Село розташоване на відстані 333 км на захід від Бухареста, 21 км на північний схід від Решиці, 76 км на південний схід від Тімішоари.

## Населення
За даними перепису населення 2002 року у селі проживали 1025 осіб.
Національний склад населення села:
| Національність | Кількість осіб | Відсоток |
| -------------- | -------------- | -------- |
| українці       | 924            | 90,1%    |
| румуни         | 99             | 9,7%     |

Рідною мовою назвали:
| Мова       | Кількість осіб | Відсоток |
| ---------- | -------------- | -------- |
| українська | 924            | 90,1%    |
| румунська  | 99             | 9,7%     |